# Sclerocactus brevihamatus
Sclerocactus brevihamatus är en kaktusväxtart som först beskrevs av Georg George Engelmann, och fick sitt nu gällande namn av David Richard Hunt. Sclerocactus brevihamatus ingår i släktet Sclerocactus och familjen kaktusväxter.

## Underarter
Arten delas in i följande underarter:
- S. b. brevihamatus
- S. b. tobuschii

## Bildgalleri

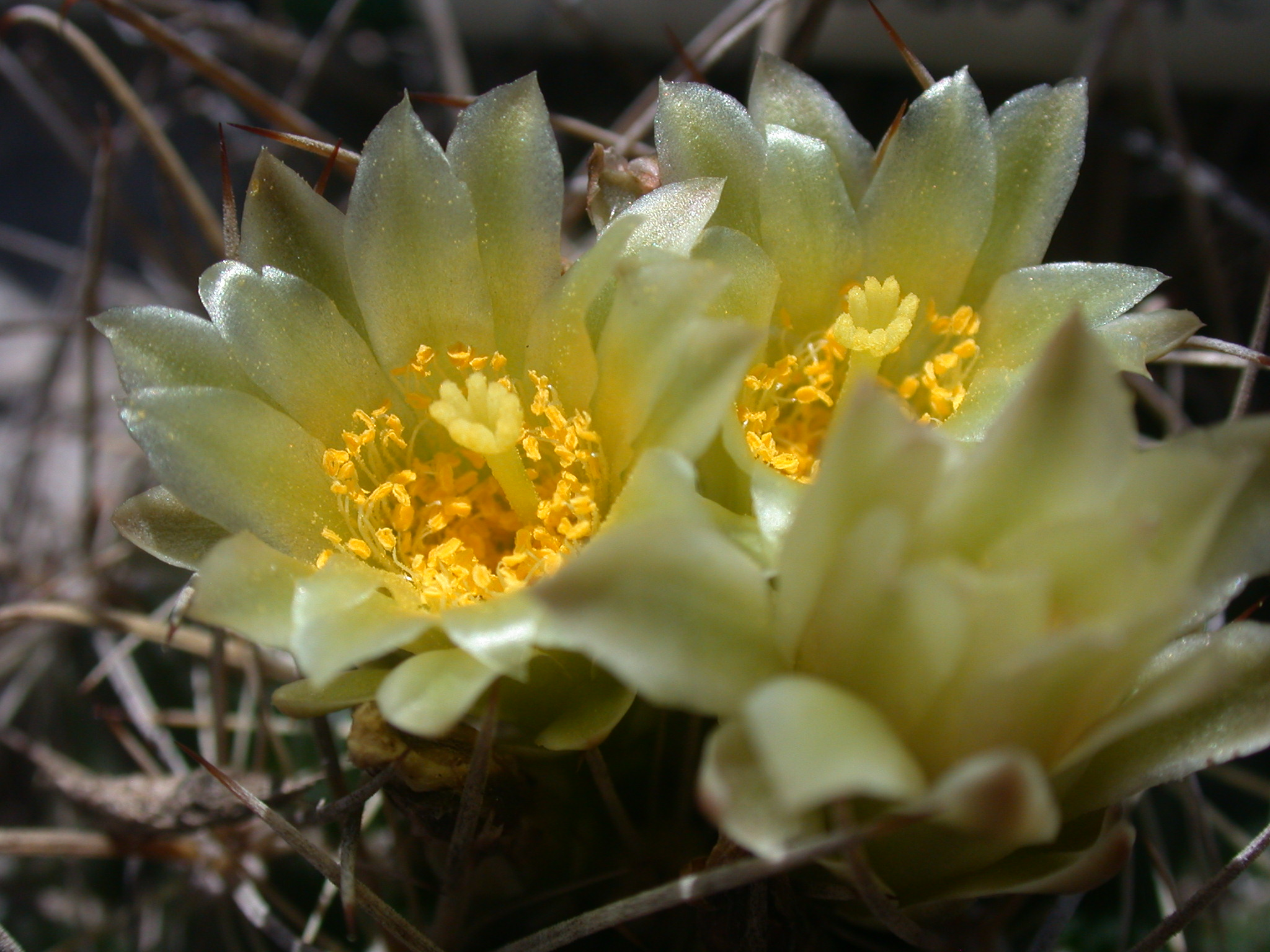